# 陸南金
陆南金（?—?），唐朝苏州吴县（今江苏省苏州市）人，陆士季之孙。
陆南金开始担任奉礼郎。开元初年，太常少卿卢崇道犯罪，流放岭表，逃回到东都。当时陆南金以母丧在家，卢崇道假称吊唁的宾客，造访陆南金，言说情况，陆南金于是把他藏匿。卢崇道被仇人告发，唐玄宗下诏派侍御史王旭调查，捕获卢崇道，事连陆南金，王旭绳之以法。陆南金弟陸趙璧去见王旭，说是他藏匿卢崇道，请代兄而死。陆南金说弟弟是自诬，他自己应当伏罪。兄弟请死，王旭问其缘故。陆赵璧说，兄是嫡长，能干家事。亡母未葬，小妹未嫁，自己自幼玩劣，活着无益，自请赴死。王旭上奏，唐玄宗嘉赏他们友爱，全都宽免。陆南金于是知名，左丞相张说、太子少保陆象先，都推重他。担任库部员外郎，因病固辞，转任为太子洗马。五十余岁去世。